# Valsecca
Valsecca [valˈsɛkːa] (Alsèca [alˈsɛka] o Valsèca [valˈsɛka] in dialetto bergamasco) è un centro abitato del comune di Sant'Omobono Terme in provincia di Bergamo. Fino al 21 gennaio 2014 è stato un comune autonomo. Nell'ex territorio comunale è stato costituito un municipio quale ente di decentramento amministrativo.
È situato alla destra della valle Imagna, sul confine con la provincia di Lecco.

## Origini del nome
L'origine etimologica del nome ancor oggi non è chiara dal momento che, contrariamente a quanto il nome indicherebbe, il territorio è assai ricco d'acqua.

## Storia
Non sono molte le notizie storiche che riguardano il paese di Valsecca: posto alla testata della valle Imagna, ai piedi della cima Quarenghi, uno dei culmini del monte Resegone, in posizione defilata rispetto ai principali centri, ha sempre mantenuto le caratteristiche del piccolo borgo montano, con i propri abitanti per lo più dediti a vivere di ciò che la natura forniva loro. Conseguentemente le attività principali sono sempre state quelle del pastore, dell'allevatore, del boscaiolo e del carbonaio, ovvero colui che trasformava la legna in carbone vegetale.
Le origini del paese dovrebbero comunque risalire al periodo medievale quando il territorio, fino ad allora scarsamente antropizzato, vide un incremento abitativo dovuto alle lotte tra guelfi e ghibellini.
Queste infatti costringevano alcuni esponenti dell'una o dell'altra fazione (nonostante la valle fosse considerata una sorta di feudo guelfo) ad abbandonare i propri luoghi d'origine e di trasferirsi in posti al riparo dalle persecuzioni avverse, tra cui appunto la zona di Valsecca, in cui si costituirono numerose piccole contrade, tra cui Feniletto, Butella, Roccolo, Fraccio, Cornello, Carevi, Capagnone e Costa.
Gli abitanti stessi infatti, cercarono di mantenersi estranei alle dispute di potere, cosa che garantì loro tranquillità al riparo da scontri e ritorsioni sia durante le suddette lotte, sia dopo l'avvento della Repubblica di Venezia, che fece coincidere i propri confini territoriali con quelli del comune, dotandolo di alcune fortificazioni e di una caserma della gendarmeria, volte a controllare anche gli scambi commerciali con la vicina città di Lecco.
I secoli successivi non videro fatti di rilievo coinvolgere la piccola comunità che, forte del proprio isolamento, seguì le vicende del resto della provincia senza parteciparvi in modo diretto. Tuttavia il paese risentì notevolmente della mancanza di occupazione, fattore che determinò l'emigrazione dei propri abitanti verso città e nazioni che potessero garantire maggior reddito. Soltanto negli ultimi decenni il turismo e la conseguente rivalorizzazione del territorio hanno arginato questo fenomeno, dando nuova linfa al paese.

Territorio dell'ex comune di Valsecca nella provincia di Bergamo

Fu per secoli un municipio autonomo che venne soppresso il 21 gennaio 2014.

### Simboli

Proposta per il vecchio stemma comunale

Il comune non aveva adottato alcuno stemma ufficiale benché fossero state presentate alcune proposte.

## Monumenti e luoghi d'interesse
L'edificio di maggior richiamo è indubbiamente la chiesa parrocchiale di San Marco evangelista. Edificata nel corso del XV secolo, ma soggetta a successivi ampliamenti (XVIII secolo) e ristrutturazioni (XX secolo), presenta al proprio interno dipinti di buon pregio, ma soprattutto un crocefisso in legno opera di frà Giovanni da Reggio.

## Cultura

### Letteratura
Valsecca è citata nel racconto L'uccisione del drago nella prima raccolta di racconti di Dino Buzzati I sette messaggeri.

## Amministrazione
| Periodo        | Periodo         | Primo cittadino | Partito      | Carica  | Note |
| -------------- | --------------- | --------------- | ------------ | ------- | ---- |
| 30 maggio 2006 | 21 gennaio 2014 | Caterina Vanoli | lista civica | Sindaco |      |

## Società

### Evoluzione demografica
Abitanti censiti